# Udju Azul di Yonta
Udju azul di Yonta (els ulls blaus de Yonta) és una pel·lícula de 1992 del director de cinema de Guinea Bissau Flora Gomes, una coproducció entre Guinea Bissau, Portugal i França.
És el segon llargmetratge de Flora Gomes en que dona continuïtat temàtica a Mortu Nega, revivint les mateixes qüestions de fons, les del seu país davant la Història. Torna als temes del trauma i de l'esperança, però alterant el temps de la trama, en què els mateixos problemes es manifesten d'una altra manera.

## Argument
Yonta té disset anys. Viu a Bissau amb la seva família, el seu pare fuster, la mare que treballa en les telecomunicacions, i el seu petit germà Amilcar. Mentre, Yonta està secretament enamorada d'un amic del seu pare, heroi de la guerra de la independència nacional, rep cartes anònimes d'amor que l'intriguen. Es tracta d'un jove tímid que envia aquestes cartes, copiades d'una col·lecció de cartes d'amor ...
Les dones i els homes en una gran ciutat africana, les seves esperances i dificultats, i el riure dels nens.

## Protagonistes
- Maysa Marta: Yonta
- Bia Gomes: Belante
- Jorge Quintino Biague: Marcos
- Antonio Simao Mendes: Vicente
- Dina Vaz: Mana
- Jacquelina Camara: Santa
- Pedro Dias: Ze
- Quinta Dju: Vidente
- Teborcio Gomes: Omer
- Adao Malan Nanque: Nando
- Marcelo Cabral: Professeur
- Mohamed Lamine Seidi: Amilcar
- Domingos Soares Semedo: Matchu Duno
- Manuel Dias Sequeira: Pedro
- Henrique Silva: Ambros
- Caramba Ture: Manecas
- Gervasio Anibal da Mata: Tino
- Abdulai Keita: Encarregado Despejo
- Gildo Mendes: Pescador
- Rui Manuel da Costa: Pescador
- Alexandre Okaia Gomes: Pescador

## Apreciació crítica
| «                                                   | Flora Gomes entrellaça amb lleugeresa i elegància dubtes i errors de la post-independència. Després de l'alliberament en 1973, els anys han passat en desordre, amb rialles i catàstrofes com aquesta allau de pneumàtics, cadascun marcat amb una mil·lèsima i els nens creixent pels carrers. A on? Amilcar, el germà petit del Yonta va escriure "2000" en la seva cambra d'aire: la història no ha acabat, simplement és incerta. L'aspecte de la Flora Gomes, sobre l'estat del seu país, Guinea Bissau, no és tan sols blau: la desocupació, dificultats de subministrament, nous rics i pobres que segueixen sent pobres, expulsions, l'emigració a Portugal com horitzó per a molts, la ciutat dels carrers plens de sots ... Filmar-ho tot amb claredat, però amb la calidesa i tendresa dels seus personatges, ràpids per aprofitar la primera oportunitat de somriure, de seguir l'exemple de la primera dansa. La segona pel·lícula de Flora Gomes (després de Mortu Nega) és una conclusió lúcida i alegre alhora. | » |
| — Jean-Michel Frodon , Le Monde, 29 de maig de 1993 | |   |

## Distincions
- Festival International de Cinema de Tessalònica de 1992: Alexandre d'argent
- Jornades Cinematogràfiques de Cartago 1992, Tanit de bronze
- FESPACO 1993, premi d'interpretació femenina: Maysa Marta